# Zâmbia
A Zâmbia (em inglês:  Zambia AFI: [ˈzæmbɪə]), oficialmente conhecida como República da Zâmbia, é um país sem costa marítima da África austral. É limitada a norte pela República Democrática do Congo e pela Tanzânia, a leste pelo Maláui, a sul por Moçambique, pelo Zimbábue e pela Namíbia, e a oeste por Angola. Sua capital é Lusaca, localizada no sudeste do país.
Em 24 de outubro de 1964, a Zâmbia tornou-se independente do Reino Unido e o primeiro-ministro Kenneth Kaunda se tornou seu primeiro presidente. O partido de Kaunda, Partido Unido para a Independência Nacional (UNIP), manteve o poder de 1964 até 1991. Entre 1972 e 1991, o país era um Estado de partido único, com o UNIP sendo reconhecido como o único partido político legal. Kenneth Kaunda foi sucedido por Frederick Chiluba, do Movimento para a Democracia Multipartidária, iniciando um período de crescimento econômico-social e descentralização do governo. Levy Mwanawasa, sucessor de Chiluba, presidiu a Zâmbia de 2002 até sua morte em agosto 2008, e é creditado por suas campanhas para reduzir a corrupção e aumentar o nível de vida. Após a morte de Mwanawasa, Rupiah Banda presidiu como presidente interino antes de ser eleito presidente em 2008. Rupiah Banda deixou o cargo depois de sua derrota nas eleições de 2011, pelo líder da Frente Patriótica, Michael Sata, que morreu em 28 de outubro de 2014, o segundo presidente da Zâmbia a falecer no cargo. Guy Scott serviu brevemente como presidente interino até que novas eleições foram realizadas em 20 de janeiro de 2015, onde Edgar Lungu foi eleito como o sexto presidente do país, desde sua independência.
É membro da Organização das Nações Unidas (ONU), da União Africana (UA), da Comunidade para o Desenvolvimento da África Austral (SADC) e da Commonwealth.

## Etimologia
O território da Zâmbia foi conhecido como Rodésia do Norte de 1911 a 1964. O país foi renomeado Zâmbia em outubro de 1964, após sua independência do domínio britânico. O nome "Zâmbia" deriva do rio Zambeze (Zambeze pode significar "o grande rio").

## História
A região onde hoje se situa o território zambiano recebeu influência ocidental em meados do século XIX, primeiramente com os portugueses, que queriam que o atual território zambiano fosse integrado às suas possessões de Angola e Moçambique, ligando a costa oeste a leste do continente, através do histórico Mapa Cor-de-Rosa. Contudo, devido à pressão britânica, os planos lusitanos foram cancelados, no que poderia ser uma grande e forte colônia portuguesa na África e posteriormente um grande país ligando dois oceanos. Um esforço político poderá fazer surgir uma Confederação de Angola, Zâmbia e Moçambique; podendo depois tornar-se uma Federação Africana. Então, com a chegada de missionários e exploradores britânicos, como David Livingstone e Cecil Rhodes, a presença inglesa foi garantida. Cecil Rhodes obteve licença para a exploração mineral no território onde, em 1888, foram fundadas as colônias britânicas da Rodésia do Norte (correspondente à Zâmbia de hoje) e da Rodésia do Sul (hoje o Zimbábue). A Rodésia do Norte é administrada pela Companhia Britânica da África do Sul até 1924, quando passa a ser um protetorado do Reino Unido. Colonos britânicos instalam-se no período anterior à Segunda Guerra Mundial. Em 1960, a minoria branca chega a cerca de 5% da população. Em 1953, as duas Rodésias fundem-se com a colônia britânica de Niassalândia (atual Malauí) e formam a Federação da Rodésia e Niassalândia, sob a tutela britânica.
Em 1963, a federação é dissolvida. No ano seguinte, a Rodésia do Norte torna-se independente com o nome de Zâmbia, sob a presidência de Kenneth Kaunda, da União Nacional da Independência (o partido único). Kaunda convence os colonos brancos a não emigrar, como ocorrera na maior parte das ex-colônias europeias na África. Em 1973, o país fecha as fronteiras com a Rodésia do Sul, em protesto contra o regime racista de Ian Smith. Em 1979, comandos da Rodésia destroem, em Lusaca, o quartel-general do movimento guerrilheiro União do Povo Africano do Zimbábue (Zapu), que combate o regime branco rodesiano com o apoio do governo zambiano. Em 1982, as medidas de austeridade econômica levam a uma greve geral contra Kaunda. A crise agrava-se com a queda internacional do preço do cobre.
Kaunda é reeleito várias vezes e fica na Presidência até 1991. Durante o seu governo, em 1987, o país rompe com o Fundo Monetário Internacional. O agravamento da crise econômica obriga Kaunda a fazer concessões políticas. As eleições de 1991 resultam na vitória do Movimento pela Democracia Multipartidária (MMD), cujo líder, Frederick Chiluba, se torna presidente. O novo governo, porém, não consegue resolver a crise.
Em 1993, Chiluba decreta o estado de emergência (revogado no final do ano) para conter uma campanha de desobediência civil dos partidários de Kaunda contra as reformas estruturais. Um acordo com o Fundo Monetário Internacional, em 1993, leva à privatização de estatais, ao aumento do desemprego e à insatisfação popular.
Em 1994, Chiluba faz uma troca de dez de seus ministros, acusados de tráfico de drogas. Em maio de 1996, apoia emenda constitucional determinando que só zambianos de mais de duas gerações podem concorrer à Presidência. A emenda é inserida para impedir a candidatura do ex-presidente Kaunda, filho de malauianos. Em novembro, Chiluba é reeleito.
Em 1997, o governo debela uma tentativa de golpe de Estado liderada por militares rebeldes e decreta estado de emergência (suspenso em março de 1998). O ex-presidente Kenneth Kaunda, detido sob acusação de participar do golpe, é libertado em junho de 1998.
Em 2001, Levy Mwanawasa, do Movimento para a Democracia Multipartidária, ganha as eleições.

## Geografia

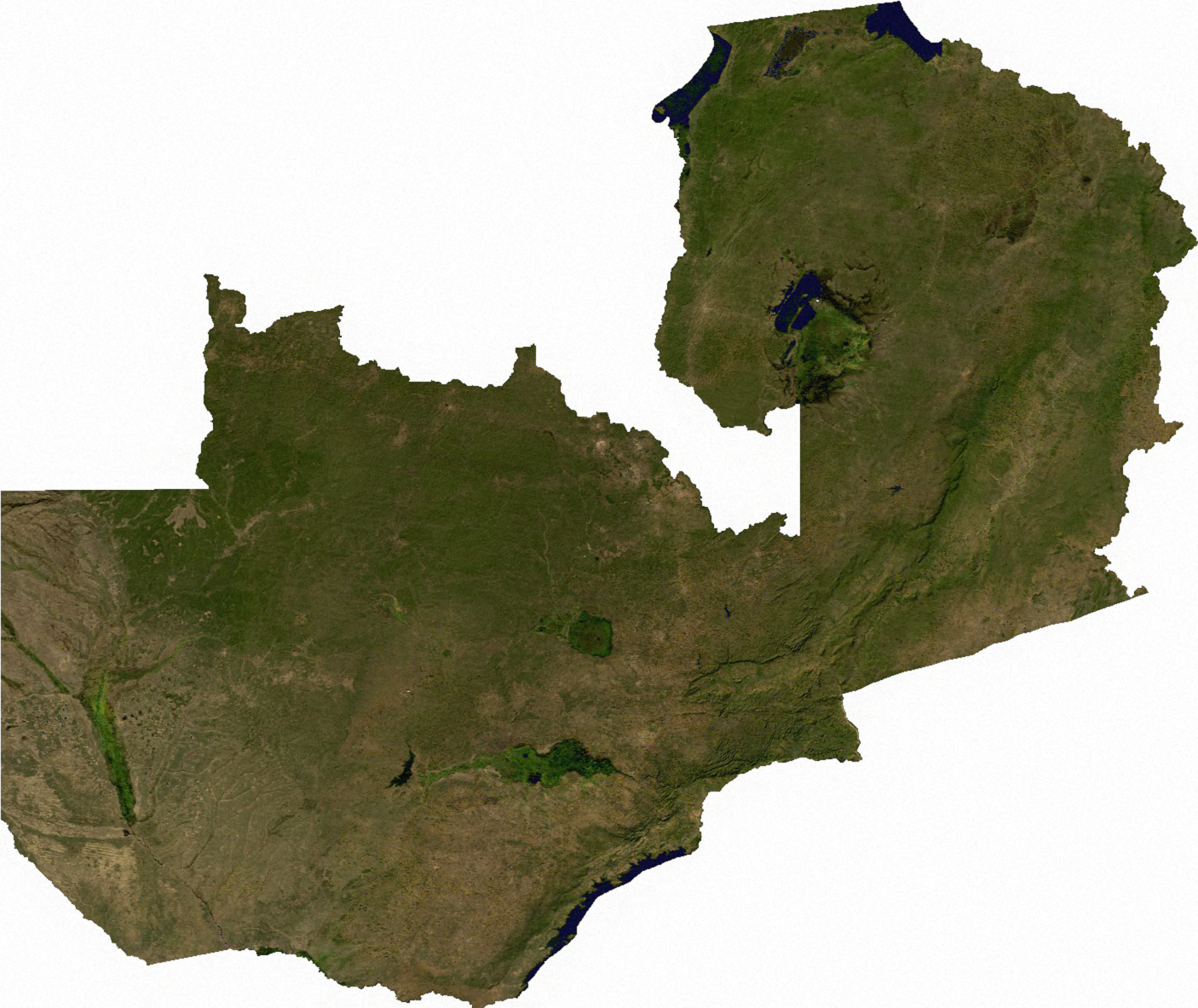
Imagem de satélite da Zâmbia.

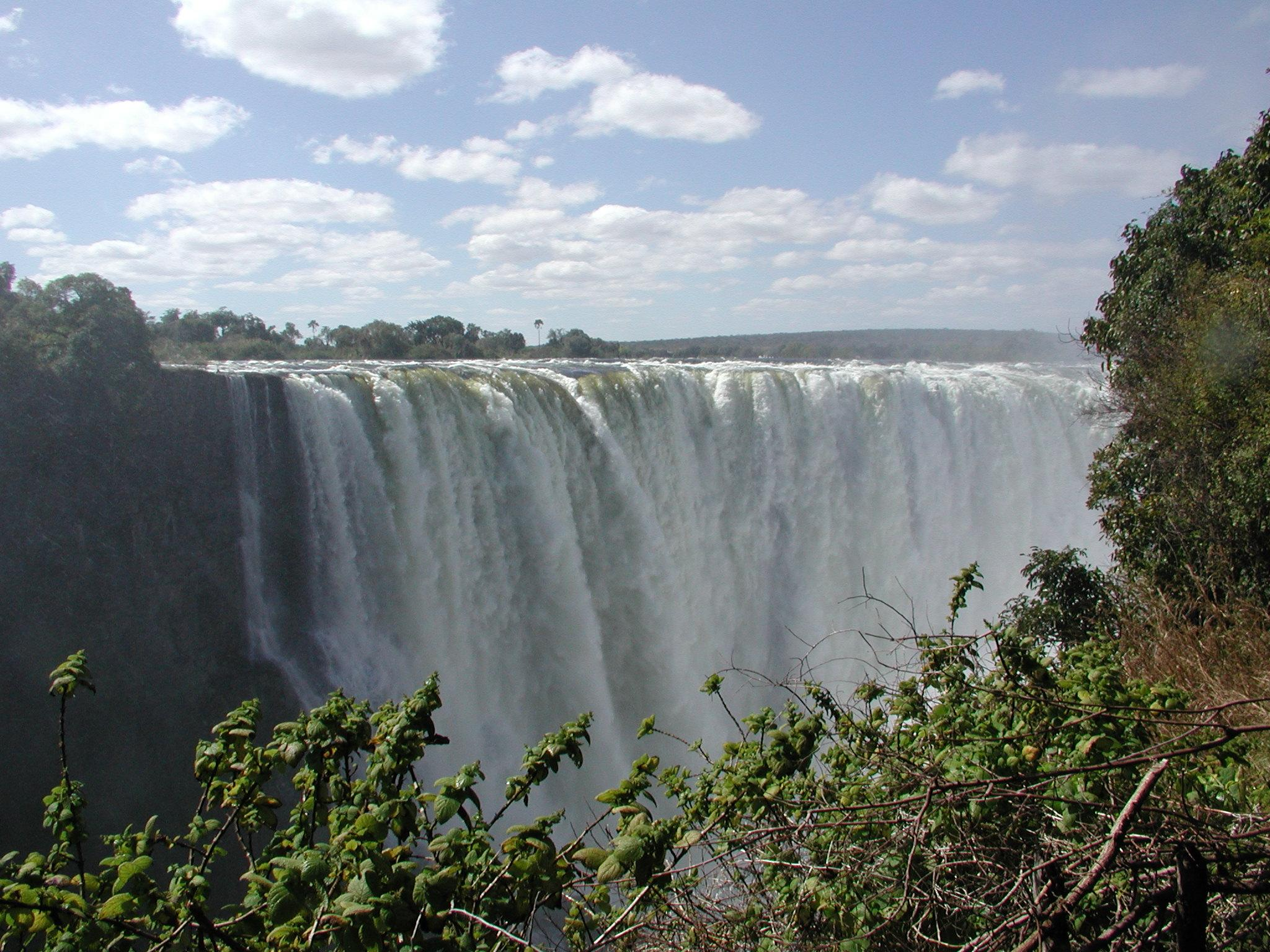
Victoria Falls.

Situada no centro-sul da África, a Zâmbia abriga as famosas Cataratas de Vitória (Victoria Falls), no rio Zambeze, que formam uma cortina de água de cerca de 90 m de altura, na divisa com o Zimbábue. A maior parte de seu território é coberta por savanas.
Parques nacionais abrigam grande variedade de animais, sobretudo próximo aos rios Luangwa e Kafue. Um grande planalto predomina na porção leste e atinge o ponto mais alto no altiplano do Monte Mafinga, chamado Mafinga Central, com 2 339 m, na fronteira com o Maláui, que anteriormente achava-se ser no maciço do Monte Nyika com 2 606 m, mais ao sul; contudo, após recentes medições de georeferenciamento, o mesmo encontra-se dentro do território malauiano e na parte desse planalto montanhoso que chega na fronteira entre os dois países consta-se uma altitude de 2 200 m.
A população, dividida em cerca de 70 etnias, concentra-se nas regiões de extração de cobre, ao norte da capital, Lusaca. A Zâmbia está entre os maiores produtores mundiais desse minério, responsável por 50% das exportações do país, em 1998. Possui ainda reservas de cobalto, zinco e chumbo. A agricultura, que ocupa 73,7% da força de trabalho, também é economicamente importante.

## Clima

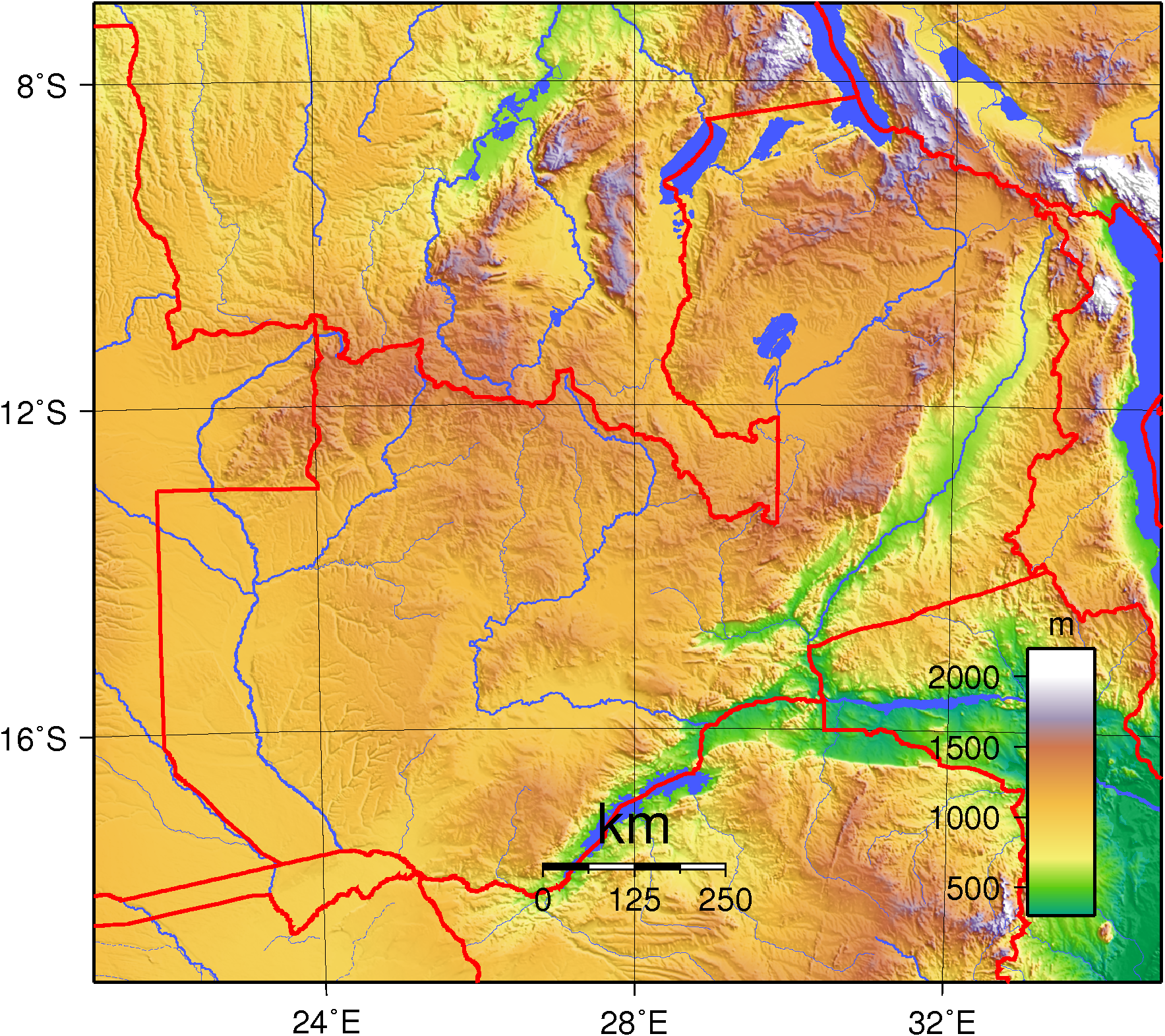
Ilustração.

O clima da Zâmbia é tropical e amenizado pela altitude. De acordo com a classificação climática de Kouppen-Gayger, a maior parte do país é classificada como úmido tropical ou subtropical úmido e seco, com pequenos tempos de clima semiárido e estepes do sudoeste ao longo da Vale do Zambeze.
Há duas estações principais: a estação chuvosa (de novembro a abril) para o verão, e a estação seca (de maio a outubro), correspondente ao inverno. A estação seca está subdividida em duas: a estação fria e seca (maio/junho a agosto) e a estação quente e seca (setembro a outubro/novembro). A influência da altura suavizada dá ao país um clima subtropical agradável, em vez de condições tropicais durante a estação fria, de maio a agosto. No entanto, as temperaturas médias mensais permanecem acima dos 20 °C na maior parte do país durante oito ou mais meses.

## Demografia
Zâmbia é um dos países mais urbanizados da África subsariana, com 44% da população concentrada em poucas áreas urbanas, enquanto as áreas rurais são escassamente povoadas. O desemprego e o subemprego nas áreas urbanas são problemas sociais graves, enquanto a maioria dos zambianos rurais são agricultores de subsistência. A população compreende cerca de 72 grupos étnicos, a maioria dos quais são Bantus. De acordo com pesquisas do governo, a taxa de fertilidade era de 6,2 filhos por mulher, em 2007.
Quase 90% dos zambianos pertencem aos nove principais grupos etnolinguísticos: o Chewa, Bemba, Tongas, Tumbuka, Lunda, Luvale, Kaonde, Nkoya e Lozi. Nas áreas rurais, cada grupo étnico se concentra em uma determinada região geográfica do país e muitos grupos são muito pequenos e não tão conhecidos. No entanto, todos os grupos étnicos podem ser encontrados em números significativos em Lusaca e Copperbelt.
Os expatriados são principalmente britânicos e sul-africanos. Havia 70 000 europeus na Zâmbia em 1964, mas muitos já deixaram o país. O país também possui uma população asiática pequena, mas economicamente importante, a maioria dos quais são indianos e chineses. Existem 13 000 indianos na Zâmbia. Estima-se que 80 000 chineses são residentes na nação. Nos últimos anos, várias centenas de despossuídos fazendeiros brancos deixaram o Zimbábue, a convite do governo da Zâmbia, para assumir a agricultura nas províncias do sul.
De acordo com a Pesquisa Mundial de Refugiados de 2009, publicado pelo Comitê dos Estados Unidos para Refugiados e Imigrantes, a Zâmbia tinha uma população de refugiados e requerentes de asilo que somam aproximadamente 88 900 pessoas. A maioria dos refugiados no país é oriunda da República Democrática do Congo (47 300 refugiados em 2007), Angola (27 100), Zimbábue (5 400) e Ruanda (4 900).

### Línguas
A língua oficial da Zâmbia é o inglês, que é usado principal como língua dos negócios e da educação. A principal língua local, especialmente em Lusaca, é o nianja, seguido pelo bemba. O processo de urbanização teve um efeito dramático sobre algumas das línguas nativas, incluindo a assimilação de palavras de outras línguas nativas e do inglês. Os moradores urbanos às vezes diferenciam entre dialetos urbanos e rurais de uma mesma língua, prefixando as línguas rurais com "profunda". O português foi introduzido no currículo escolar, principalmente devido à presença de uma grande comunidade angolana de língua portuguesa.

## Religião
A Zâmbia é oficialmente uma nação cristã de acordo com a constituição de 1996, com uma grande variedade de tradições religiosas. Os pensamentos religiosos tradicionais são facilmente misturados com as crenças cristãs em muitas das igrejas sincréticas do país. 95% da população declara seguir o cristianismo com cerca de 75% da população a ser protestante, enquanto cerca de 20% são seguidores do catolicismo romano. Denominações cristãs incluem o catolicismo romano, o anglicanismo, o pentecostalismo, o luteranismo, as Testemunhas de Jeová, a Igreja Adventista do Sétimo Dia, a Igreja de Jesus Cristo dos Santos dos Últimos Dias, Fé Bahai e uma variedade de denominações evangélicas. Também há outras religiões no país, como o Islã (92 mil seguidores) representando 2% da população e o Hinduísmo (18 mil seguidores) que representa somente 0,1% da população do país. 0,5% da população declara não seguir nenhuma religião.

## Política
A política zambiana ocorre em uma estrutura de sistema presidencial democrático representativo, por meio de que o presidente da Zâmbia é chefe de Estado e chefe do governo em um sistema multipartidário. O governo exercita o poder executivo, enquanto o poder legislativo é investido no governo e no parlamento.

## Subdivisões

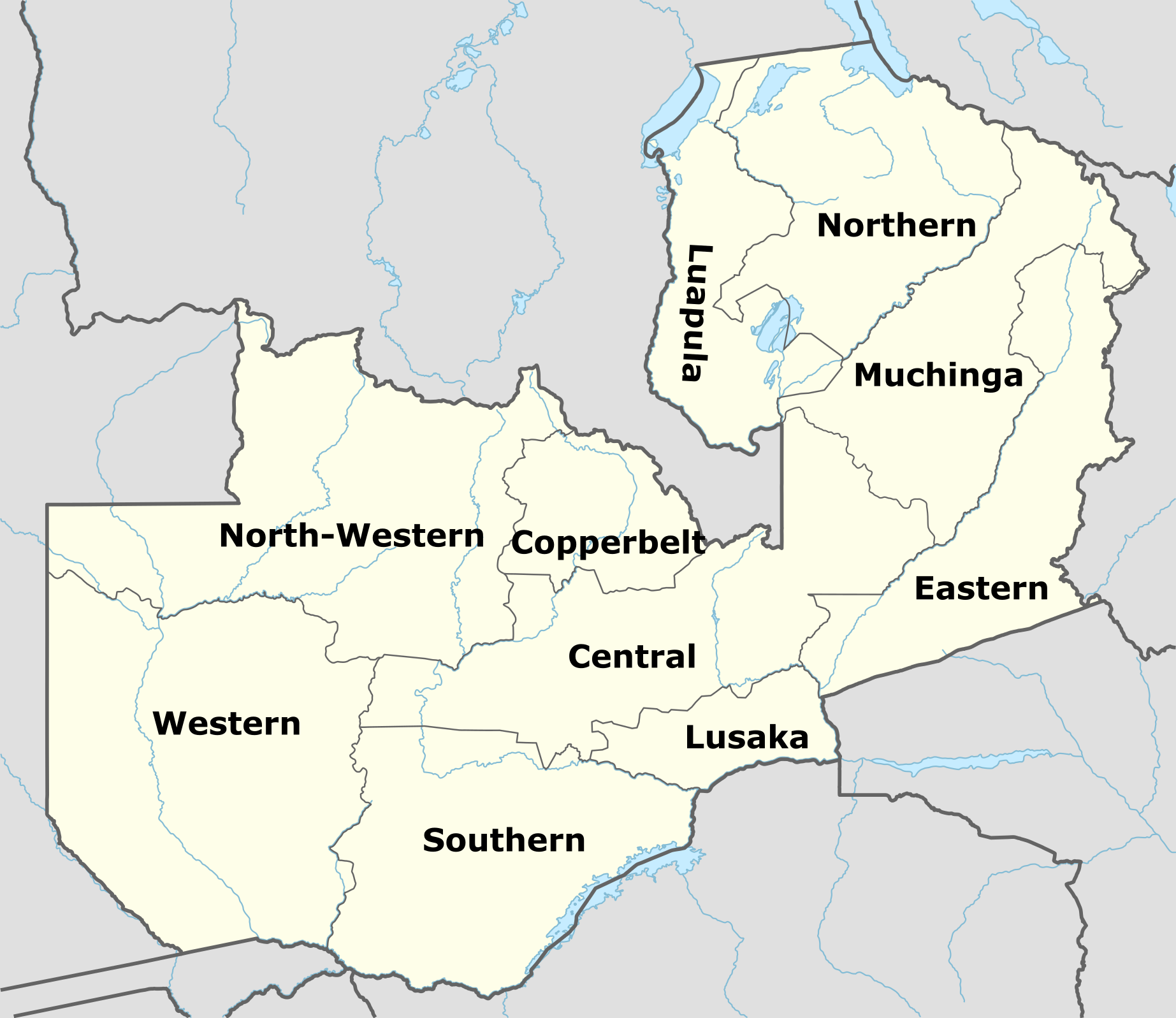
Províncias de Zâmbia (sem a nova província de Muchinga)

A Zâmbia está dividida em 10 províncias (capitais entre parênteses):
- Central (Kabwe)
- Copperbelt (Ndola)
- Oriental (Chipata)
- Luapula (Mansa)
- Lusaca (Lusaca)
- Muchinga — formada em 2011, partilha fronteira com a Província do Norte
- Norte (Kasama)
- Noroeste (Solwezi)
- Sul (Livingstone)
- Ocidental (Mongu)

As províncias estão divididas em 72 distritos.

## Economia

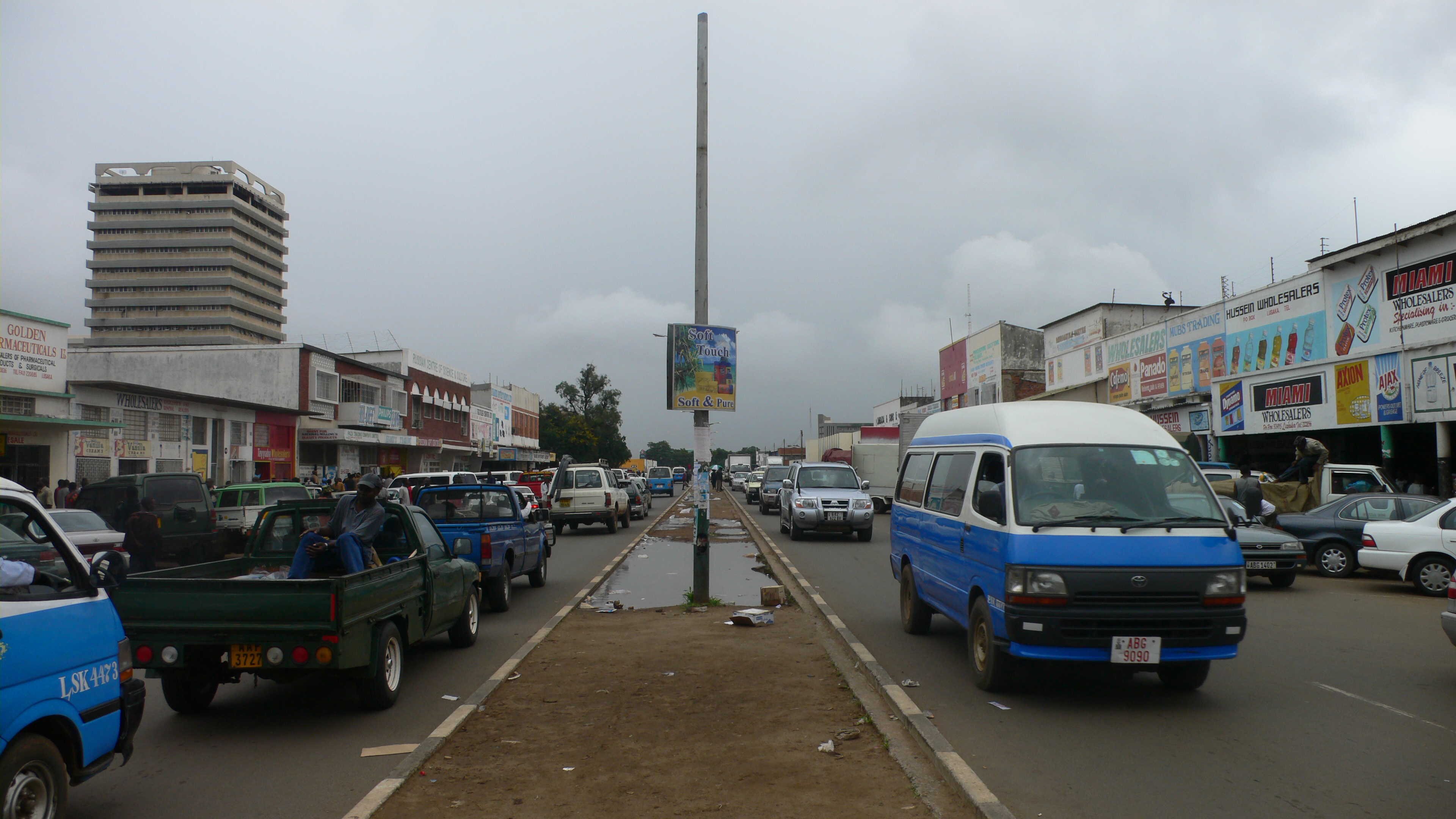
Cena urbana em Lusaca, a capital do país.

A economia da Zâmbia depende largamente do cobre, minério de que é um dos maiores produtores do mundo (7º lugar em 2019), e que representa 90% do valor das exportações. Este país pertence ao chamado "cinturão do cobre", uma extensão dos depósitos de Shaba (RDC).
A agricultura é de subsistência (mandioca, trigo, amendoim, batata doce, entre outros), mas também apresenta culturas com caráter comercial (cana-de-açúcar, milho, soja, tabaco, algodão, café). O país foi, em 2019, o 6º maior produtor de tabaco, e o 18º maior produtor de mandioca do mundo. As maiores exportações de produtos agropecuários processados do país em termos de valor, em 2019, foram: açúcar, tabaco, bebidas não alcoólicas, algodão, milho, soja, massa e carne de frango. Em lagos e rios é praticada a pesca, principalmente de subsistência.
Dentro do setor industrial, contam-se o tratamento de minerais (refinação de cobre, em especial), produção de cimento e indústrias conexas da agricultura (óleos vegetais, tratamento do algodão, açúcar e outros produtos). O petróleo é importado, principalmente através do porto de Dar es Salaam (Tanzânia).
O turismo internacional, buscando áreas naturais do país (cataratas, safári) é uma importante fonte de renda.

## Cultura
As culturas originais sobreviveram em grande parte nas áreas rurais, com algumas influências externas, como o cristianismo. No cenário urbano há uma contínua integração e evolução dessas culturas para produzir o que hoje é chamado de "cultura zambiana".
| Data                            | Nome em português    | Nome local       | Observações |
| ------------------------------- | -------------------- | ---------------- | ----------- |
| Segunda-feira de março          | Dia da juventude     | Young Day        |             |
| 25 de maio                      | Dia da África        | Africa Day       |             |
| Primeira segunda-feira de julho | Dia dos heróis       | Hero's day       |             |
| Primeira terça-feira de julho   | Dia da unidade       | Unity Day        |             |
| 24 de outubro                   | Dia da independência | Independence day |             |